# Parecnomina resima
Parecnomina resima är en nattsländeart som beskrevs av Morse 1974. Parecnomina resima ingår i släktet Parecnomina och familjen trattnattsländor. Inga underarter finns listade i Catalogue of Life.